# Дурандо (Фођа)
Дурандо (итал. Durando) је насеље у Италији у округу Фођа, региону Апулија.
Према процени из 2011. у насељу је живело 20 становника. Насеље се налази на надморској висини од 113 м.